# Krzysztof Dołowy
Krzysztof Dołowy (ur. 15 grudnia 1949 w Warszawie) – polski naukowiec, specjalista z zakresu biofizyki i elektrofizjologii, profesor nauk przyrodniczych, poseł na Sejm II kadencji.

## Życiorys

### Wykształcenie i praca naukowa
W latach 1967–1972 studiował na Wydziale Chemii Uniwersytetu Warszawskiego, uzyskując tytuł zawodowy magistra w specjalności elektrochemii. W 1975 obronił doktorat w zakresie nauk chemicznych na UW. W 1976 rozpoczął pracę naukową w Zakładzie Biofizyki i Biomatematyki Centrum Medycznego Kształcenia Podyplomowego. Pracował pod kierunkiem profesora Jana Doroszewskiego nad ruchem ameboidalnym i teorią budowy błony komórkowej.
W latach 1977–1978 był stypendystą naukowym w Bostonie (USA), w Surface Chemistry Laboratory, Eye Research Institute of Retina Foundation pracował nad adhezją komórek i sztucznymi łzami. Następnie na Uniwersytecie w Glasgow (Wielka Brytania) zajmował się badaniami nad adhezją komórek (1979). W latach 1982–1983 w Vanderbilt University Medical School w Nashville (USA) pracował nad adhezją płytek krwi do kolagenu.
Po powrocie do Polski w 1985 habilitował się z nauk przyrodniczych (biologia komórki) w Polskiej Akademii Nauk. W latach 1987–1989 przebywał w Helsinkach jako profesor wizytujący, pracując nad czujnikami do automatycznych pomiarów składu krwi, pracował również w Cardiff w Wielkiej Brytanii. Po powrocie wygrał konkurs na stanowisko profesora w nowo tworzonym Zakładzie Biofizyki SGGW. W 1998 uzyskał tytuł profesora nauk przyrodniczych, a w 2005 profesora zwyczajnego.
W okresie 1994–2003 był członkiem Komitetu Agrofizyki PAN. W latach 2004–2007 zasiadał w Radzie Upowszechniania Nauki PAN. Od 1995 jest także członkiem rady programowej Pikniku Naukowego i Festiwalu Nauki. W 2006 był nominowany do konkursu Popularyzator Nauki za prezentację Fizyka i chemia w kuchni przeprowadzoną podczas Festiwalu Nauki. Został kierownikiem Katedry Fizyki na SGGW, a także członkiem Komitetu Biochemii i Biofizyki PAN.

### Działalność polityczna i społeczna
Należał do powstałego w 1990 ROAD. Od 1991 był członkiem władz Unii Demokratycznej, z listy tej partii w tym samym roku kandydował do Sejmu. W latach 1993–1997 z ramienia tej partii sprawował mandat posła II kadencji z okręgu warszawskiego. W Sejmie był rzecznikiem Unii Wolności do spraw edukacji, nauki i kultury. W 1997 bez powodzenia ubiegał się o reelekcję. W latach 1998–2002 pełnił funkcję radnego Sejmiku Województwa Mazowieckiego, przewodniczył w nim Komisji Nauki i Szkolnictwa Wyższego. W 2004 bez powodzenia kandydował do Parlamentu Europejskiego. Do 2005 zasiadał we władzach krajowych i regionalnych UW, w tym samym roku przystąpił do Partii Demokratycznej. W 2012 został przewodniczącym nowo wybranej rady politycznej PD, w 2014 zrezygnował z działalności politycznej.
W 1991 był współzałożycielem Stowarzyszenia na rzecz Humanizmu i Etyki Niezależnej. Zasiadał w radzie programowej Radia dla Ciebie (1998–2002), następnie do 2006 był wiceprzewodniczącym i przewodniczącym rady programowej Polskiego Radia.

## Odznaczenia
- Krzyż Kawalerski Orderu Odrodzenia Polski – 2025[5]

## Publikacje
- Błony biologiczne (współautor), Wydawnictwo Naukowe „Śląsk”, Katowice 2003.
- Biofizyka, Wydawnictwo SGGW, Warszawa 2005.
- Wbrew bogom czyli od magii i religii do metody naukowej… i z powrotem, Wydawnictwo CeDeWu, Warszawa 2020.